# 한상조
한상조(韓相朝, 1999년 9월 28일 ~ )는 대한민국의 바둑 기사이다.

## 약력
충남 천안 출신으로 초등학교 방과후교실을 통해 처음 바둑을 접했다. 대전 안관욱 바둑도장을 거쳐 충암 바둑도장에서 김대용 사범의 지도를 받았다. 2012년부터 한국기원 소속 연구생으로 활동했다. 2017년 12월 제140회 일반입단대회를 통해 입단했다. 아마추어 신분으로 참가한 제5회 메지온배 오픈신인왕전에서 본선 4강에 올랐고 준우승을 차지했다. 2020년 1월 2단에 이어 같은해 11월에 3단으로 승단했다. 이듬해 2021년에 4단으로 승단했다.